# Interkalkogének
A kalkogének (oxigéncsoport elemei) egymás közötti reakciójában interkalkogének keletkeznek.
A kalkogének elektronegativitása között nagy különbségek vannak: az oxigéné 3,44, a polóniumé 2,0. A csoportban lefelé haladva az elemek fémes jellege növekszik. Az oxigén nemfém és gáz, a polónium ezüstös színű másodfajú fém. Emiatt az interkalkogénekben sokféle kötéstípus előfordul: ionos, kovalens, fémes és félfémes kötés is lehetséges.

## Ismert interkalkogének
|    | O                       | S                      | Se                 | Te     | Po  |
| -- | ----------------------- | ---------------------- | ------------------ | ------ | --- |
| O  | O2, O3, O4, O8          |                        |                    |        |     |
| S  | S2O, SO, S2O2, SO2, SO3 | S2, S3, S6, S7, S8, S∞ |                    |        |     |
| Se | SeO2, SeO3              | SexSy                  | Se6, Se7, Se8, Se∞ |        |     |
| Te | TeO, TeO2, TeO3, Te2O5  | TexSy                  | TexSey             | Te∞    |     |
| Po | PoO, PoO2, PoO3         | PoS                    | PoxSey             | PoxTey | Po∞ |

## Az interkalkogének kötései
A fenti táblázatban lefelé haladva átmenet van a kovalens kötésből (diszkrét molekulák) az ionos kötés felé. A táblázatban balról jobbra haladva átmenet van az ionos kötésből a fémes kötés felé. Kovalens kötés két nagy elektronegativitású elem között fordul elő; ionos kötés két nagyon különböző – az egyik kicsi, a másik nagy – elektronegativitású elem között fordul elő; fémes kötés két kis elektronegativitású elem között fordul elő.) Például, a táblázat bal szélén (oxigének közti kötések), az O2 és a O3 tisztán kovalens, a SO2 és a SO3 poláris molekulák, a SeO2 molekulák egydimenziós láncot alkotnak, a TeO2 rétegzett polimert képez (az atomok két dimenzióban kapcsolódnak egymáshoz), a PoO2 ionvegyület és fluorit szerkezetű térrácsot alkot. A táblázat alján (a polónium kötései) a PoO2 és a PoS ionvegyület, a PoxSey és a PoxTey félfém, a Po∞ fém.

## Az ismert interkalkogének összefoglalása

### A kén kalkogenidjei

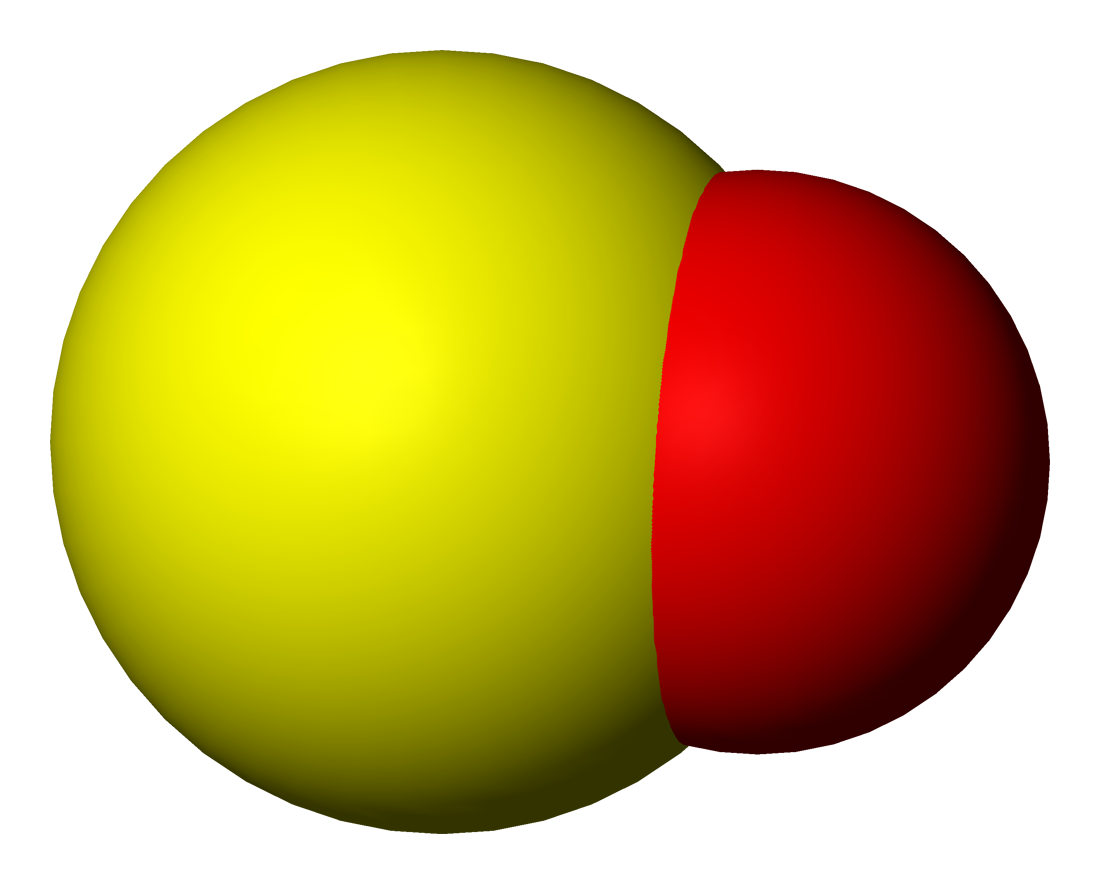
A kén-monoxid molekuláris szerkezete.

- kén-oxidok, SxOy, ahol az X:Y aránya kisebb, mint 1:2
  - dikén-monoxid, S2O
  - dikén-dioxid, S2O2
  - kén-monoxid, SO
- kén-dioxid, SO2
- kén-trioxid, SO3
- kén-oxidok, SOx, ahol x>3

### A szelén kalkogenidjei
- szelén-dioxid, SeO2
- szelén-trioxid, SeO3

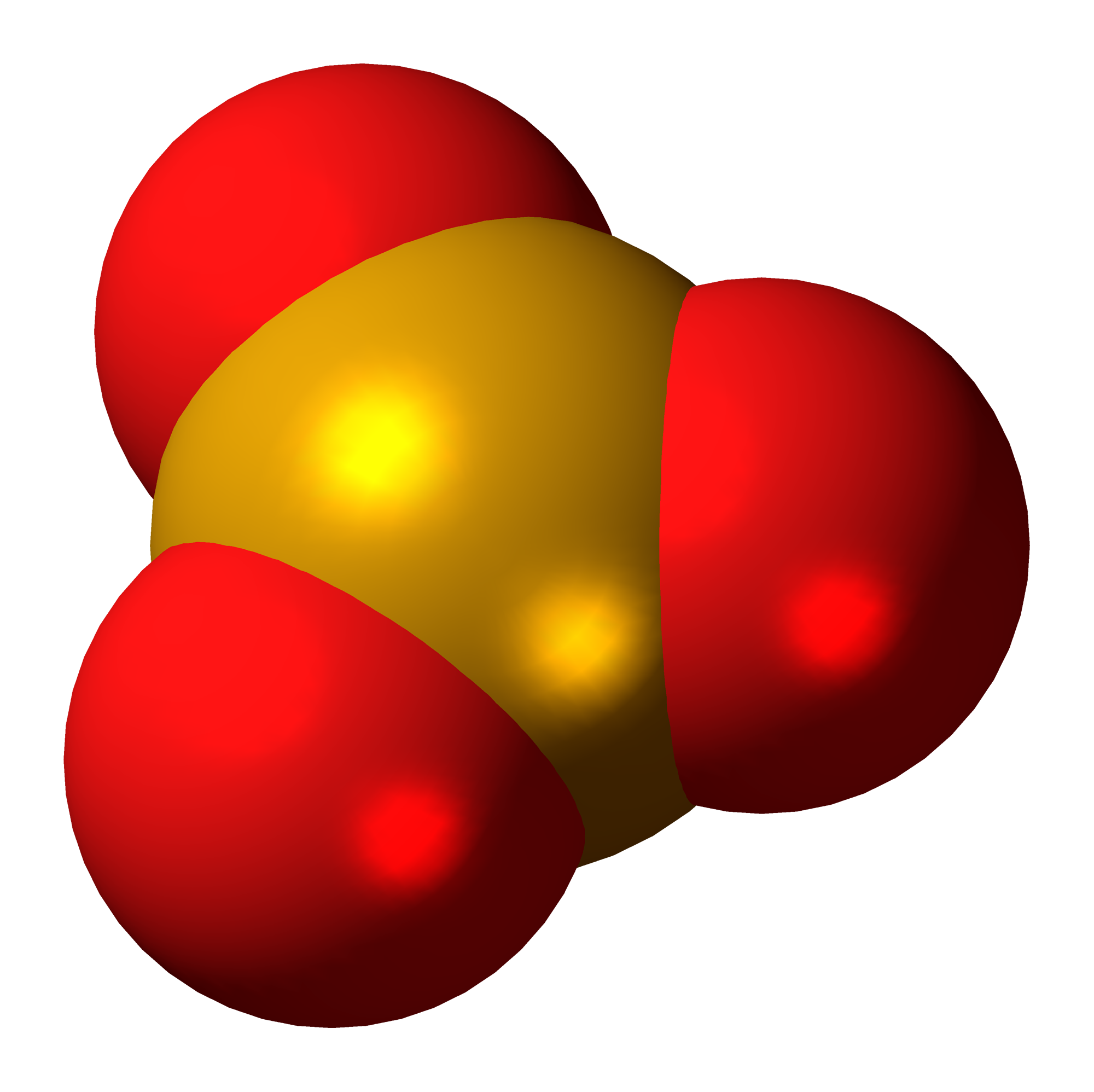
A szelén-trioxid molekuláris szerkezete

- Különböző vegyületek, ahol a szelén és a kén különböző koncentrációban félfémes kötéssel kapcsolódnak egymáshoz SexSy
  - szelén-monoszulfid, SeS
  - szelén-diszulfid, SeS2, valójában gyűrűs Se3S5 és Se2S6 2:1 arányú keveréke
  - szelén-hexaszulfid, Se2S6

### A tellúr kalkogénei

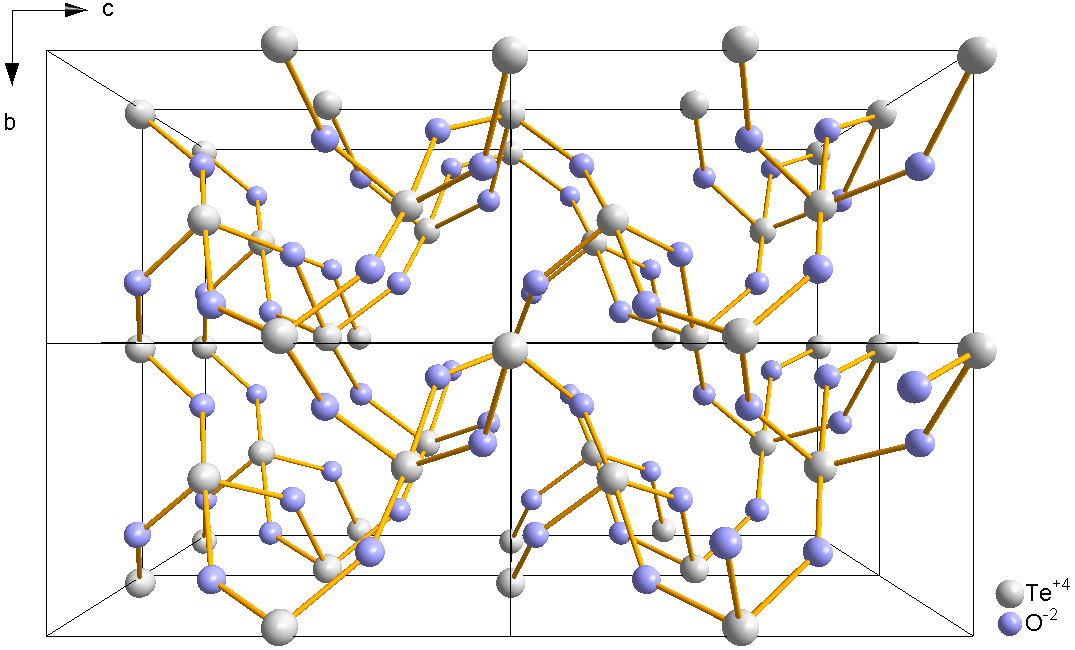
A tellúr-dioxid molekuláris szerkezete.

- tellúr-monoxid, TeO (instabil átmeneti állapot)
- tellúr-dioxid, TeO2
- tellúr-trioxid, TeO3
- ditellúr-pentoxid, Te2O5[2]
- Különböző vegyületek, ahol a tellúr és a kén különböző koncentrációban félfémes kötéssel kapcsolódnak, TexSy
- Különböző vegyületek, ahol a tellúr és a szelén különböző koncentrációban félfémes kötéssel kapcsolódnak, TexSey

### A polónium kalkogénei
- polónium-monoxid, PoO
- polónium-dioxid, PoO2
- polónium-trioxid, PoO3
- polónium-monoszulfid, PoS

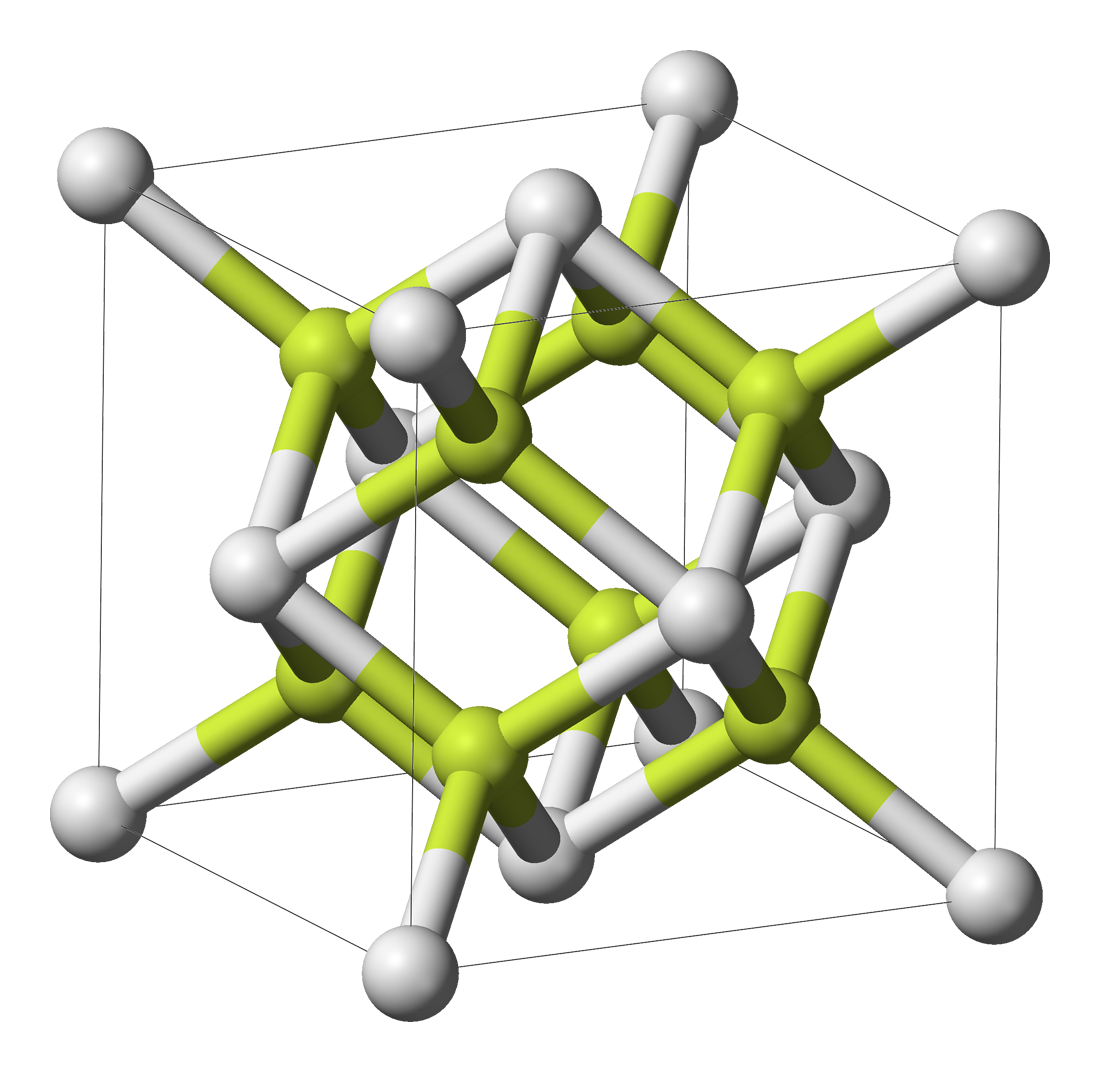
A polónium-dioxid köbös elemi cellája Po: fehér; O: sárga.

- Különböző vegyületek, ahol a polónium és a szelén különböző koncentrációban félfémes kötéssel kapcsolódnak egymáshoz PoxSey
- Különböző vegyületek, ahol a polónium és a tellúr különböző koncentrációban félfémes kötéssel kapcsolódnak egymáshoz PoxTey

## Fordítás
Ez a szócikk részben vagy egészben  az   Interchalcogen című angol Wikipédia-szócikk ezen változatának fordításán alapul.  Az eredeti cikk szerkesztőit annak laptörténete sorolja fel. Ez a jelzés csupán a megfogalmazás eredetét és a szerzői jogokat jelzi, nem szolgál a cikkben szereplő információk forrásmegjelöléseként.